# Empeltador
Un empeltador, o navalla d'empeltar és l'eina que es fa servir per a determinats tipus d'empelt.
Per a la feina d'empeltar es fan servir diversos instruments segons quin sigui el tipus d'empelt i segons sigui l'espècie a empeltar herbàcia o llenyosa. L'empeltador d'arbres fruiters es compon de dues parts: la làmina tallant i l'espàtula. La part tallant ha d'estar molt ben esmolada, ja que les incisions que es facin en el tronc o les branques de l'arbre han de ser netes i de la fondària precisa. L'espàtula que pot ser d'os o de metall. Es fa servir per separar les dues parts que es formen quan s'ha fet el tall i poder ficar-hi en aquest espai el trosset d'empelt que té un sol borró. Un cop fet l'empelt s'acostuma a lligar amb ràfia o plàstic perquè l'empelt es fusioni amb el patró o portaempelt.